# ژولیت لامبوله
ژولیت لامبوله (به فرانسوی: Juliette Lamboley)، بازیگر سینما و تلویزیون فرانسه است. او خواهر ماتیو لامبوله آهنگساز معروف فرانسوی است.
ژولیت لامبوله در ۸ سالگی فعالیت هنری خود را آغاز کرد و تا کنون در بسیاری از فیلم و سریالهای مطرح در سطح فرانسه و جهان بازی کرده و جوایز و افتخارات فراوانی در این عرصه کسب کرده‌است.

## افتخارات
- پوره طلایی بهترین بازیگر نقش اول زن در جشنواره مونت کارلو برای فیلم خانم گیجی در سال ۲۰۰۶[۲]
- استعدادهای درخشان سزار در سال ۲۰۰۹